# Wallah Zaman Ya Silahi
Wallah Zaman Ya Silahi (arabe : والله زمان يا سلاحي) était l'hymne national de la République arabe unie qui fédérait l'Égypte et la Syrie en 1960. Bien que la Syrie en sorte dès 1961, l'Égypte garde officiellement ce nom jusqu'en 1971, ainsi que l'hymne, qu'elle garde jusqu'en 1979.

## Histoire
Avant de devenir l'hymne national de la République arabe unie, Wallah Zaman Ya Silahi était une chanson nationaliste interprétée par Oum Kalthoum au moment de la crise du canal de Suez en 1956. Quand Gamal Abdel Nasser nationalise le canal de Suez, trois pays, Israël, la France et le Royaume-Uni, unis par l'accord secret du protocole de Sèvres, attaquent l'Égypte pour la forcer à renoncer à cette nationalisation.
La chanson devient si populaire qu'elle est adoptée comme hymne par la République arabe unie en 1960. Elle remplace aussi l'hymne national égyptien depuis 1952 et le coup d'État de 1952 en Égypte, Nachid el-Houriya (نشيد الحرية, hymne de la liberté) composé et interprété par Mohammed Abdel Wahab. 
L'hymne est remplacé sur l'initiative d'Anouar el-Sadate en 1979, lors du Traité de paix israélo-égyptien, par le nouvel hymne national égyptien Biladi, Biladi, Biladi (بلادي بلادي بلادي, Ma patrie).